# Ouachita County
Das Ouachita County ist ein County im US-Bundesstaat Arkansas. Der Verwaltungssitz (County Seat) ist Camden.

## Geographie
Das County liegt im mittleren Süden von Arkansas, ist im Süden etwa 60 km von Louisiana entfernt und hat eine Fläche von 1916 Quadratkilometern, wovon 19 Quadratkilometer Wasserfläche sind. Es grenzt an folgende Countys:
| Clark County    | Dallas County |                |
| Nevada County   |               | Calhoun County |
| Columbia County | Union County  |                |

## Geschichte
Das Ouachita County wurde am 29. November 1842 aus Teilen des Union County als 45. County in Arkansas gebildet. Benannt wurde es nach dem Ouachita River, der das County durchfließt.
Das erste Schulgebäude wurde 1871 errichtet. Bis 1880 wurde der hauptsächliche Personen- und Warentransport durch die Dampfschifffahrt erledigt. Hauptabnehmer der produzierten Waren waren Baton Rouge und New Orleans. Nach 1880 kam durch die Reader Railroad, damals auch bekannt als die Possum Trot Line, die Eisenbahn in das County. Die Zugverbindung förderte das Entstehen neuer Städte und Gemeinden.
1907 begann Garland Anthony mit einem kleinen Sägewerk, aus dem bis heute die Firma Anthony Timberlands entstanden ist. 1928 kam die Produktion von Papier hinzu, der heutigen International Paper Company.

## Demografische Daten
Nach der Volkszählung im Jahr 2010 lebten im Ouachita County 26.120 Menschen in 11.019 Haushalten. Die Bevölkerungsdichte betrug 14 Einwohner pro Quadratkilometer.
Ethnisch betrachtet setzte sich die Bevölkerung zusammen aus 57,0 Prozent Weißen, 40,1 Prozent Afroamerikanern, 0,3 Prozent amerikanischen Ureinwohnern, 0,4 Prozent Asiaten sowie aus anderen ethnischen Gruppen; 1,6 Prozent stammten von zwei oder mehr Ethnien ab. Unabhängig von der ethnischen Zugehörigkeit waren 1,6 Prozent der Bevölkerung spanischer oder lateinamerikanischer Abstammung.
In den 11.019 Haushalten lebten statistisch je 2,30 Personen.
23,4 Prozent der Bevölkerung waren unter 18 Jahre alt, 59,4 Prozent waren zwischen 19 und 64 und 17,2 Prozent waren 65 Jahre oder älter. 52,4 Prozent der Bevölkerung war weiblich.
Das jährliche Durchschnittseinkommen eines Haushalts lag bei 32.393 USD. Das Prokopfeinkommen betrug 18.072 USD. 21,9 Prozent der Einwohner lebten unterhalb der Armutsgrenze.

## Kultur und Sehenswürdigkeiten

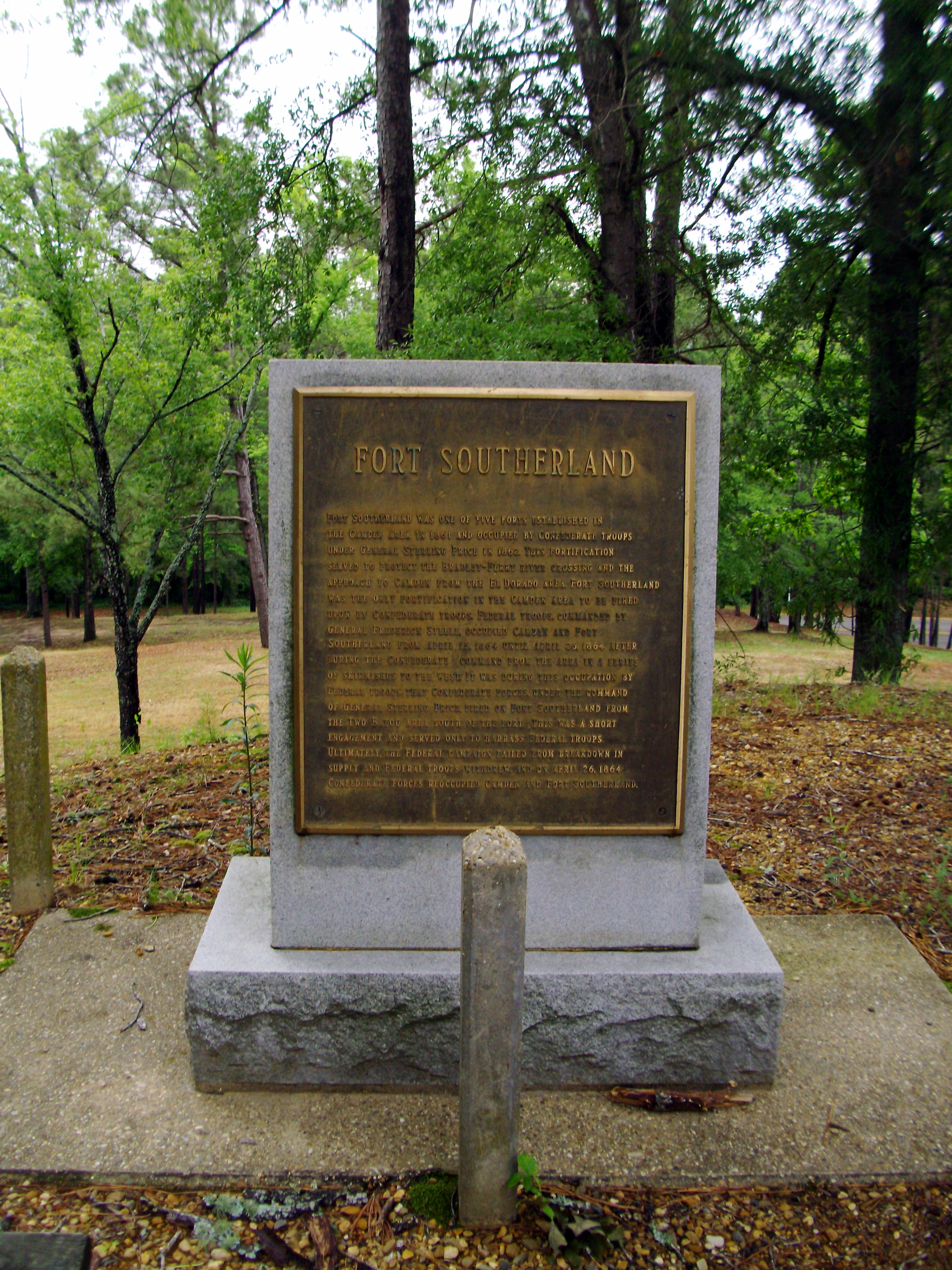
Gedenktafel in Fort Southerland (2014). Die Überreste dieses Forts aus dem Sezessionskrieg gelten seit April 1994 als ein National Historic Landmark.

38 Bauwerke, Stätten und historische Bezirke (Historic Districts) des Countys sind im National Register of Historic Places („Nationales Verzeichnis historischer Orte“; NRHP) eingetragen (Stand 14. Juni 2022), darunter haben die Forts Fort Lookout und Southerland sowie der Poison Springs Battleground State Park den Status von National Historic Landmarks („Nationales historisches Wahrzeichen“).

## Orte im Ouachita County
- Amy
- Barham
- Bearden
- Bragg City
- Buena Vista
- Camark
- Camden
- Chidester
- Cross Roads
- Cullendale
- Eagle Mills
- East Camden
- Elliott
- Fairview
- Frenchport
- Good Hope
- Harmony Grove
- Herbert
- Joyce City
- Kent
- Kirkland
- Lakeside
- Lester
- Lester Junction
- Liberty
- Louann
- Lunet
- Millers Bluff
- Millville
- Newport
- Ogemaw
- Pace City
- Reader1
- Red Hill
- Rendezvous
- Salem
- Sayre
- Shumaker
- Smead
- Snow Hill
- Spring Hill
- Standard Umpstead
- Stephens
- Tates Bluff
- Troy
- Vanduzer
- Velie
- Warner

1- teilweise im Nevada County

Townships
- Bethesda Township
- Bradley Township
- Bragg Township
- Bridge Creek Township
- Carroll Township
- Cleveland Township
- Ecore Fabre Township
- Freeo Township
- Jefferson Township
- Lafayette Township
- Liberty Township
- Marion Township
- Red Hill Township
- River Township
- Union Township
- Valley Township
- Washington Township